# Asociación de ahorro y crédito rotativo
Una Asociación de Ahorro y Crédito Rotativo o AACR es un grupo de individuos que acuerdan reunirse durante un período definido con el fin de ahorrar y tomar prestado juntos. Habitualmente son asociaciones informales de participantes que aportan contribuciones periódicas a un fondo común que se concede total o parcialmente a cada contribuyente por turno. 
"Las asociaciones de ahorro y crédito rotativo son los bancos de los pobres, donde el dinero no está inactivo por mucho tiempo, sino que cambia de manos rápidamente, satisfaciendo las necesidades del consumo y la producción." Estas asociaciones son también conocidas por sus siglas en inglés como ROSCAS: Rotating Savings and Credit Associations.

## Funcionamiento
Las reuniones de una asociación de ahorro y crédito rotativo son regulares y la frecuencia puede ser diaria, semanal o mensual. A cada reunión se la denomina ronda. En cada ronda los miembros deben contribuir con una suma determinada previamente. De ese modo, en cada ronda se recauda una suma total de dinero y se entrega a uno de ellos. Una vez que un miembro ha recibido el dinero recaudado, debe continuar contribuyendo. Cuando el último miembro haya recibido la suma total, el grupo decidirá si inicia -o no- un nuevo ciclo. 
"Como resultado, cada miembro es capaz de acceder a una mayor cantidad de dinero durante la vida de la AACR y usarla para cualquier propósito que él o ella considere necesario. Este método de ahorro es una alternativa popular a los riesgos de ahorro en el hogar, donde la familia y los parientes pueden exigir acceso a los ahorros."
Durante las reuniones, cada transacción está a la vista de todos los miembros. Como no se retiene el dinero dentro del grupo, no es obligatorio llevar registros, y si se los lleva, los mismos son muy sencillos. Estas características hacen que el sistema sea un modelo de transparencia y sencillez que se adapta muy bien a las comunidades con bajos niveles de alfabetización y sistemas débiles para proteger derechos a la propiedad colectiva.
El sistema también reduce el riesgo para los miembros porque está limitado en el tiempo, por lo general no duran más de 6 meses. Esto reduce el tamaño de la pérdida, en caso de que alguien tome fondos tempranamente y no continúe aportando.
En el libro Rehabilitación basada en la Comunidad: Guías para la RCBC de la OMS, UNESCO y OIT se afirma: "Esos esquemas tradicionales representan un método bancario eficiente en lo comunal, donde los miembros pueden ahorrar con facilidad y recibir periódicamente una suma para cubrir gastos. Estos sistemas informales movilizan y conservan los ahorros locales
en la comunidad y, debido a que dependen principalmente de la confianza, generan
gran solidaridad de grupo y capital social."

## Diversidad y distribución
Los grupos AACR se denominan de diversas maneras: tontinas (Camboya), djanggis (Camerún), wichin gye (Corea), arisans (Indonesia), tandas(México), likelembas (República Democrática del Congo), ekub (Etiopía), susus (Ghana), xitique (Mozambique), upatus (Tanzania), etc. 
Las AACR son grupos informales o grupos de microfinanzas pre-cooperativos que han sido encontrados y documentadas en todo el mundo en desarrollo. Un estudio realizado por el antropólogo Clifford Geertz documentó el grupo de arisans de Modjokuto en Java. Él los describió como una “institución intermedia que crece dentro de la estructura social de los campesinos y armoniza los modelos económicos agrarios con los comerciales, actuando como un puente entre las actitudes de los comerciantes y campesinos en lo que respecta al dinero y sus usos.”
Los individuos en un grupo AACR se seleccionan mutuamente, lo que asegura que la participación está basada en la confianza, en las fuerzas sociales (ver Capital social) y en un genuino compromiso de participar. 
Existen métodos alternativos para evitar que quienes reciben el dinero al comienzo dejen de aportar. Uno de ellos fue ideado y practicado por una AACR de Rickshaws en Bangladés (India), el caso está documentado en el Manual de consulta sobre el ahorro de grupo de la FAO (Organización de las Naciones Unidas para la Alimentación y la Agricultura).

## Rotación o Acumulación
Las asociaciones de ahorro y crédito rotativo pueden ser comparadas y contrastadas con las Asociaciones de Ahorro y Crédito Acumulativo o AACA. También conocidas por sus siglas en inglés como: ASCRAS (Accumulating Savings & Credit Associations).
Estas Asociaciones de Ahorro y Crédito Acumulativo también son grupos informales de microfinanzas donde se pactan límites de tiempo. Sin embargo, a diferencia de las AACR, las AACA nombran a uno de sus miembros para gestionar el fondo interno. De ese modo, se mantienen registros y se presta el excedente. Después de un período preacordado (con frecuencia entre 6 y 12 meses) todos los préstamos son cobrados, y el fondo, más los beneficios acumulados, se distribuye entre los miembros. 
Investigadores internacionales del desarrollo han estudiado y analizado durante años los beneficios potenciales de vincular las AACR y las AACA a los sistemas financieros formales. CARE, una organización no gubernamental estadounidense, ha extendido las asociaciones de ahorro y crédito acumulativo y las ha estandarizado para llegar a 2 millones de personas en África.
Las asociaciones de ahorro y crédito acumulativo estandarizadas se denominan Asociaciones Populares de Ahorro y Préstamo. También conocidos por su sigla en inglés como VSLAs: Village Savings and Loan Associations. 
Las asociaciones populares de ahorro y préstamo usualmente comprenden de 10 a 20 participantes que realizan actividades de ahorro y préstamo por un período determinado, normalmente de 12 meses. A diferencia de los AACAs que son informales, las asociaciones populares de ahorro y préstamo utilizan una caja con triple bloqueo para asegurar los fondos, cuentan con procedimientos electorales estandarizados y realizan una cuidadosa separación de funciones, tales como: mantenimiento de registros, conteo del dinero, organización de reuniones, etc. Las tasas de interés por préstamo varían entre 5 y 10 % por mes, mientras que las liquidaciones al final de ciclo, en la mayor parte de grupos, van del 30 al 60 % del capital invertido.
Una variante sobre este tema son los depósitos a término que, desde la última mitad del siglo XIX, forman parte de la línea de productos de las sociedades de construcción. Estos depósitos proporcionan a muchos trabajadores los fondos necesarios para financiar sus propios hogares.